# Berta Ambrož
Berta Ambrož (Kranj, Yugoslavia; 29 de octubre de 1944-Liubliana, Eslovenia; 1 de julio de 2003) fue una cantante yugoslava de música popular y la primera representante de Yugoslavia en el Festival de la Canción de Eurovisión.
Fue mecanógrafa y se dedicó, como hobby, a cantar.
En 1965 debutó con la canción «Luči Ljubljane» en el Festival Esloveno de la Canción, que también interpretó en el Festival de Opatija.
En 1966, representó a Yugoslavia en el Festival de la Canción de Eurovisión 1966 con la canción «Brez besed», que quedó en 7º puesto.
Su hermano Peter Ambrož fue un miembro del Slovenski oktet (Octeto esloveno en español).